# Campeonato Argentino de Voleibol Feminino de 2024 - Série A
O Campeonato Argentino de Voleibol Feminino de 2024 - Série A foi a vigésima oitava edição desta competição de voleibol da modalidade feminina organizada pela Federação de Voleibol Argentino (FeVA).

## Participantes e regulamento
O campeonato foi dividido em três fases, na primeira as dezesseis equipes em grupo único com oito rodadas de jogos, ao final tem a fase do Play off e Permanência. Para esta edição, as dezesseis participantes foram:

## Equipes participantes
| Equipe                      | Cidade                   | Última participação | Temporada 2023  |
| --------------------------- | ------------------------ | ------------------- | --------------- |
| Boca Juniors                | Buenos Aires             | A1 2023             | 1º              |
| Club San Lorenzo            | Buenos Aires             | A1 2023             | 2º              |
| GELP                        | La Plata                 | A1 2023             | 3º              |
| CEF 5                       | Rioja                    | A1 2023             | 4º              |
| Estudiantes de La Plata     | La Plata                 | A1 2023             | 5º              |
| River Plate                 | Buenos Aires             | A1 2023             | 6º              |
| Villa Dora                  | Santa Fé                 | A1 2023             | 7º              |
| Banco Provincia (La Plata)  | La Plata                 | A1 2023             | 8º              |
| Ferro Carril Oeste          | Buenos Aires             | A1 2023             | 1º Play out (A) |
| San José (Entre Ríos)       | San José (Entre Ríos)    | A1 2023             | 2º Play out (A) |
| Tucumán de Gimnasia         | São Miguel de Tucumã     | A1 2023             | 3º Play out (A) |
| UNLaM                       | San Justo (Buenos Aires) | A1 2023             | 1º Play out (B) |
| Náutico Sportivo Avellaneda | Rosário                  | A1 2023             | 2º Play out (B) |
| Rosario Sonder              | Rosário                  | Estreante           | 1º Liga Federal |
| Vélez Sarsfield             | Buenos Aires             | A1 2022             | 2º Liga Federal |
| Panteritas                  | Buenos Aires             | A1 2023             | 15º             |

## Fase classificatória
|  | Classificando para as quartas de final (Play off) |
|  | Play out                                          |

### Classificação
|     |                             |     | Jogos | Jogos | Jogos | Resultados | Resultados | Resultados | Resultados | Resultados | Resultados | Sets | Sets | Sets   | Pontos | Pontos | Pontos |
| Pos | Equipe                      | Pts | T     | V     | D     | 3–0        | 3–1        | 3–2        | 2–3        | 1–3        | 0–3        | V    | P    | R      | V      | P      | R      |
| --- | --------------------------- | --- | ----- | ----- | ----- | ---------- | ---------- | ---------- | ---------- | ---------- | ---------- | ---- | ---- | ------ | ------ | ------ | ------ |
| 1   | Boca Juniors                | 44  | 15    | 15    | 0     | 12         | 2          | 1          | 0          | 0          | 0          | 45   | 4    | 11.250 | 1231   | 975    | 1.263  |
| 2   | CEF 5                       | 41  | 15    | 14    | 1     | 12         | 1          | 1          | 0          | 0          | 1          | 42   | 6    | 7,000  | 1159   | 859    | 1.349  |
| 3   | Club San Lorenzo            | 39  | 15    | 13    | 2     | 9          | 3          | 1          | 1          | 0          | 1          | 41   | 11   | 3.727  | 1220   | 996    | 1.225  |
| 4   | Estudiantes de La Plata     | 33  | 15    | 11    | 4     | 7          | 3          | 1          | 1          | 1          | 2          | 36   | 17   | 2.118  | 1202   | 1073   | 1.120  |
| 5   | Rosario Sonder              | 32  | 15    | 11    | 4     | 4          | 5          | 2          | 1          | 1          | 2          | 36   | 21   | 1.714  | 1305   | 1193   | 1.094  |
| 6   | River Plate                 | 27  | 15    | 8     | 7     | 6          | 1          | 1          | 4          | 1          | 2          | 33   | 24   | 1.375  | 1273   | 1153   | 1.104  |
| 7   | San José (Entre Ríos)       | 25  | 15    | 10    | 5     | 3          | 1          | 6          | 1          | 1          | 3          | 33   | 28   | 1.179  | 1342   | 1281   | 1.048  |
| 8   | Villa Dora                  | 25  | 15    | 9     | 6     | 2          | 4          | 3          | 1          | 2          | 3          | 31   | 28   | 1.107  | 1289   | 1310   | 0.984  |
| 9   | Ferro Carril Oeste          | 20  | 15    | 6     | 9     | 3          | 1          | 2          | 4          | 1          | 4          | 27   | 32   | 0.844  | 1235   | 1223   | 1.010  |
| 10  | Náutico Sportivo Avellaneda | 18  | 15    | 6     | 9     | 1          | 2          | 3          | 3          | 3          | 3          | 27   | 35   | 0.771  | 1295   | 1346   | 0.962  |
| 11  | GELP                        | 17  | 15    | 5     | 10    | 2          | 3          | 0          | 2          | 1          | 7          | 20   | 33   | 0.606  | 1137   | 1226   | 0.927  |
| 12  | Vélez Sarsfield             | 13  | 15    | 5     | 10    | 2          | 1          | 2          | 0          | 1          | 9          | 16   | 35   | 0.457  | 1051   | 1191   | 0.882  |
| 13  | Banco Provincia (La Plata)  | 12  | 15    | 3     | 12    | 3          | 0          | 0          | 3          | 5          | 4          | 20   | 36   | 0.556  | 1132   | 1237   | 0.915  |
| 14  | UNLaM                       | 7   | 15    | 2     | 13    | 1          | 0          | 1          | 2          | 3          | 8          | 13   | 41   | 0.317  | 1077   | 1293   | 0.833  |
| 15  | Tucumán de Gimnasia         | 4   | 15    | 1     | 14    | 1          | 0          | 0          | 1          | 5          | 8          | 10   | 42   | 0.238  | 936    | 1253   | 0.747  |
| 16  | Panteritas                  | 3   | 15    | 1     | 14    | 0          | 0          | 1          | 1          | 2          | 11         | 7    | 44   | 0.159  | 944    | 1219   | 0.774  |

- Atualizado até 17 de março de 2024

#### 1ª Rodada
| Data       | Hora  |                            | Placar |                             | Set 1 | Set 2 | Set 3 | Set 4 | Set 5 | Total   | Relatório |
| ---------- | ----- | -------------------------- | ------ | --------------------------- | ----- | ----- | ----- | ----- | ----- | ------- | --------- |
| 18/01/2024 | 21:00 | GELP                       | 0–3    | Club San Lorenzo            | 20–25 | 20–25 | 15–25 |       |       | 55–75   | Relatório |
| 18/01/2024 | 21:00 | Banco Provincia (La Plata) | 2–3    | Vélez Sarsfield             | 25–19 | 19–25 | 25–22 | 23–25 | 9–15  | 101–106 | Relatório |
| 19/01/2024 | 21:00 | Estudiantes de La Plata    | 1–3    | Boca Juniors                | 16–25 | 22–25 | 25–22 | 16–25 |       | 79–97   | Relatório |
| 19/01/2024 | 21:00 | CEF 5                      | 3–0    | Villa Dora                  | 25–17 | 25–19 | 25–18 |       |       | 75–54   | Relatório |
| 19/01/2024 | 22:00 | Tucumán de Gimnasia        | 1–3    | San José (Entre Ríos)       | 29–27 | 14–25 | 14–25 | 18–25 |       | 75–102  | Relatório |
| 20/01/2024 | 20:30 | UNLaM                      | 1–3    | Rosario Sonder              | 25–23 | 23–25 | 13–25 | 23–25 |       | 84–98   | Relatório |
| 20/01/2024 | 21:30 | Ferro Carril Oeste         | 2–3    | Náutico Sportivo Avellaneda | 17–25 | 19–25 | 25–21 | 25–9  | 13–15 | 99–95   | Relatório |
| 21/01/2024 | 20:00 | Tucumán de Gimnasia        | 1–3    | Villa Dora                  | 16–25 | 14–25 | 14–25 |       |       | 44–75   | Relatório |
| 21/01/2024 | 20:30 | Estudiantes de La Plata    | 0–3    | Club San Lorenzo            | 16–25 | 18–25 | 19–25 |       |       | 53–75   | Relatório |
| 21/01/2024 | 20:30 | Ferro Carril Oeste         | 1–3    | Rosario Sonder              | 22–25 | 25–19 | 18–25 | 18–25 |       | 83–94   | Relatório |
| 21/01/2024 | 20:30 | UNLaM                      | 1–3    | Náutico Sportivo Avellaneda | 19–25 | 25–16 | 15–25 | 16–25 |       | 75–91   | Relatório |
| 21/01/2024 | 21:00 | CEF 5                      | 3–0    | San José (Entre Ríos)       | 25–22 | 25–16 | 25–17 |       |       | 75–55   | Relatório |
| 22/01/2024 | 21:00 | GELP                       | 0–3    | Boca Juniors                | 18–25 | 23–25 | 35–37 |       |       | 76–87   | Relatório |

#### 2ª Rodada
| Data       | Hora  |                            | Placar |                             | Set 1 | Set 2 | Set 3 | Set 4 | Set 5 | Total   | Relatório |
| ---------- | ----- | -------------------------- | ------ | --------------------------- | ----- | ----- | ----- | ----- | ----- | ------- | --------- |
| 25/01/2024 | 21:00 | Banco Provincia (La Plata) | 0–3    | CEF 5                       | 16–25 | 13–25 | 16–25 |       |       | 45–75   | Relatório |
| 25/01/2024 | 21:30 | Ferro Carril Oeste         | 0–3    | Estudiantes de La Plata     | 17–25 | 21–25 | 18–25 |       |       | 56–75   | Relatório |
| 26/01/2024 | 19:00 | Panteritas                 | 1–3    | Rosario Sonder              | 25–21 | 22–25 | 16–25 | 15–25 |       | 78–96   | Relatório |
| 26/01/2024 | 20:30 | River Plate                | 3–0    | Tucumán de Gimnasia         | 25–12 | 25–18 | 25–11 |       |       | 75–41   | Relatório |
| 26/01/2024 | 21:30 | Vélez Sarsfield            | 3–2    | Náutico Sportivo Avellaneda | 18–25 | 25–18 | 25–19 | 20–25 | 15–12 | 103–99  | Relatório |
| 27/01/2024 | 19:00 | Panteritas                 | 2–3    | Náutico Sportivo Avellaneda | 25–19 | 15–25 | 25–18 | 15–25 | 6–15  | 86–102  | Relatório |
| 27/01/2024 | 19:30 | Boca Juniors               | 3–0    | Tucumán de Gimnasia         | 25–18 | 25–21 | 25–7  |       |       | 75–46   | Relatório |
| 27/01/2024 | 20:00 | Banco Provincia (La Plata) | 0–3    | San José (Entre Ríos)       | 19–25 | 22–25 | 20–25 |       |       | 61–75   | Relatório |
| 27/01/2024 | 20:00 | Ferro Carril Oeste         | 0–3    | GELP                        | 25–20 | 25–19 | 25–9  |       |       | 75–48   | Relatório |
| 27/01/2024 | 20:30 | River Plate                | 2–3    | Villa Dora                  | 23–25 | 21–25 | 25–19 | 27–25 | 12–15 | 108–109 | Relatório |
| 27/01/2024 | 21:30 | Club San Lorenzo           | 2–3    | CEF 5                       | 23–25 | 25–17 | 25–21 | 18–25 | 8–15  | 99–103  | Relatório |
| 27/01/2024 | 21:30 | Vélez Sarsfield            | 0–3    | Rosario Sonder              | 14–25 | 16–25 | 15–25 |       |       | 45–75   | Relatório |
| 28/01/2024 | 19:00 | Club San Lorenzo           | 3–1    | Tucumán de Gimnasia         | 22–25 | 25–13 | 25–12 | 25–17 |       | 97–67   | Relatório |
| 28/01/2024 | 20:00 | River Plate                | 2–3    | San José (Entre Ríos)       | 25–20 | 18–25 | 25–23 | 17–25 | 11–15 | 96–108  | Relatório |
| 28/01/2024 | 20:00 | Banco Provincia (La Plata) | 2–3    | Villa Dora                  | 20–25 | 25–13 | 25–18 | 21–25 | 13–15 | 104–96  | Relatório |
| 28/01/2024 | 20:00 | Boca Juniors               | 3–0    | CEF 5                       | 25–14 | 25–22 | 25–21 |       |       | 75–57   | Relatório |

#### 3ª Rodada
| Data       | Hora  |                             | Placar |                         | Set 1 | Set 2 | Set 3 | Set 4 | Set 5 | Total   | Relatório |
| ---------- | ----- | --------------------------- | ------ | ----------------------- | ----- | ----- | ----- | ----- | ----- | ------- | --------- |
| 02/02/2024 | 20:30 | UNLaM                       | 0–3    | Vélez Sarsfield         | 30–32 | 15–25 | 19–25 |       |       | 64–82   | Relatório |
| 02/02/2024 | 21:00 | Villa Dora                  | 0–3    | Club San Lorenzo        | 25–19 | 23–25 | 18–25 | 19–25 |       | 85–94   | Relatório |
| 02/02/2024 | 21:00 | Rosario Sonder              | 3–2    | Estudiantes de La Plata | 20–25 | 25–21 | 22–25 | 25–15 | 15–13 | 107–99  | Relatório |
| 02/02/2024 | 21:30 | San José (Entre Ríos)       | 0–3    | Boca Juniors            | 25–27 | 17–25 | 22–25 |       |       | 64–77   | Relatório |
| 02/02/2024 | 21:30 | Ferro Carril Oeste          | 3–0    | Panteritas              | 25–22 | 25–15 | 25–21 |       |       | 75–58   | Relatório |
| 03/02/2024 | 20:30 | UNLaM                       | 2–3    | Panteritas              | 13–25 | 25–18 | 25–23 | 21–25 | 11–15 | 95–106  | Relatório |
| 03/02/2024 | 21:00 | Náutico Sportivo Avellaneda | 1–3    | GELP                    | 22–25 | 23–25 | 25–10 | 24–26 |       | 94–86   | Relatório |
| 04/02/2024 | 20:00 | Ferro Carril Oeste          | 3–1    | Vélez Sarsfield         | 22–25 | 25–22 | 25–14 | 25–18 |       | 97–79   | Relatório |
| 04/02/2024 | 20:00 | Villa Dora                  | 0–3    | Boca Juniors            | 16–25 | 19–25 | 19–25 |       |       | 54–75   | Relatório |
| 04/02/2024 | 20:00 | San José (Entre Ríos)       | 0–3    | Club San Lorenzo        | 19–25 | 15–25 | 21–25 |       |       | 55–75   | Relatório |
| 04/02/2024 | 21:00 | Rosario Sonder              | 3–0    | GELP                    | 25–13 | 25–12 | 25–22 |       |       | 75–47   | Relatório |
| 04/02/2024 | 21:00 | Náutico Sportivo Avellaneda | 1–3    | Estudiantes de La Plata | 20–25 | 25–15 | 29–31 | 17–25 |       | 91–96   | Relatório |
| 08/02/2024 | 20:30 | UNLaM                       | 3–2    | GELP                    | 22–25 | 26–24 | 18–25 | 25–22 | 15–13 | 106–109 | Relatório |
| 09/02/2024 | 20:00 | River Plate                 | 3–0    | Vélez Sarsfield         | 25–23 | 25–17 | 25–21 |       |       | 75–61   | Relatório |
| 09/02/2024 | 20:30 | UNLaM                       | 0–3    | Estudiantes de La Plata | 22–25 | 21–25 | 22–25 |       |       | 65–75   | Relatório |

#### 4ª Rodada
| Data       | Hora  |                             | Placar |                            | Set 1 | Set 2 | Set 3 | Set 4 | Set 5 | Total  | Relatório |
| ---------- | ----- | --------------------------- | ------ | -------------------------- | ----- | ----- | ----- | ----- | ----- | ------ | --------- |
| 16/02/2024 | 20:30 | UNLaM                       | 0–3    | Banco Provincia (La Plata) | 17–25 | 22–25 | 18–25 |       |       | 57–75  | Relatório |
| 16/02/2024 | 21:00 | Tucumán de Gimnasia         | 0–3    | Estudiantes de La Plata    | 9–25  | 17–25 | 14–25 |       |       | 40–75  | Relatório |
| 16/02/2024 | 21:00 | CEF 5                       | 3–0    | GELP                       | 25–15 | 25–14 | 25–19 |       |       | 75–48  | Relatório |
| 16/02/2024 | 21:00 | Villa Dora                  | 3–0    | Vélez Sarsfield            | 25–17 | 25–23 | 25–21 |       |       | 75–61  | Relatório |
| 16/02/2024 | 21:30 | Ferro Carril Oeste          | 2–3    | River Plate                | 27–25 | 25–22 | 10–25 | 18–25 | 10–15 | 90–112 | Relatório |
| 17/02/2024 | 19:30 | Náutico Sportivo Avellaneda | 2–3    | Boca Juniors               | 17–25 | 20–25 | 25–21 | 25–23 | 12–15 | 99–109 | Relatório |
| 17/02/2024 | 20:00 | Rosario Sonder              | 0–3    | Club San Lorenzo           | 18–25 | 21–25 | 19–25 |       |       | 58–75  | Relatório |
| 17/02/2024 | 20:00 | San José (Entre Ríos)       | 3–0    | Panteritas                 | 25–21 | 25–19 | 25–14 |       |       | 75–54  | Relatório |
| 18/02/2024 | 19:00 | Rosario Sonder              | 1–3    | Boca Juniors               | 16–25 | 16–25 | 26–24 | 18–25 |       | 76–99  | Relatório |
| 18/02/2024 | 19:00 | Náutico Sportivo Avellaneda | 0–3    | Club San Lorenzo           | 12–25 | 17–25 | 20–25 |       |       | 49–75  | Relatório |
| 18/02/2024 | 20:00 | Ferro Carril Oeste          | 3–2    | Banco Provincia (La Plata) | 25–11 | 25–9  | 23–25 | 23–25 | 17–15 | 113–85 | Relatório |
| 18/02/2024 | 20:00 | Tucumán de Gimnasia         | 1–3    | GELP                       | 17–25 | 26–24 | 19–25 | 17–25 |       | 79–99  | Relatório |
| 18/02/2024 | 20:00 | Villa Dora                  | 3–1    | Panteritas                 | 25–23 | 22–25 | 25–17 | 27–25 |       | 99–90  | Relatório |
| 18/02/2024 | 20:00 | San José (Entre Ríos)       | 3–0    | Vélez Sarsfield            | 25–17 | 28–26 | 25–15 |       |       | 78–58  | Relatório |
| 18/02/2024 | 20:30 | UNLaM                       | 0–3    | River Plate                | 16–25 | 18–25 | 14–25 |       |       | 48–75  | Relatório |
| 18/02/2024 | 21:00 | CEF 5                       | 0–3    | Estudiantes de La Plata    | 25–22 | 25–20 | 25–20 |       |       | 75–62  | Relatório |

#### 5ª Rodada
| Data       | Hora  |                            | Placar |                             | Set 1 | Set 2 | Set 3 | Set 4 | Set 5 | Total   | Relatório |
| ---------- | ----- | -------------------------- | ------ | --------------------------- | ----- | ----- | ----- | ----- | ----- | ------- | --------- |
| 21/02/2024 | 20:00 | River Plate                | 3–0    | Panteritas                  | 25–10 | 25–18 | 25–13 |       |       | 75–41   | Relatório |
| 22/02/2024 | 21:00 | Banco Provincia (La Plata) | 3–0    | Panteritas                  | 25–10 | 25–14 | 25–16 |       |       | 75–40   | Relatório |
| 23/02/2024 | 21:00 | Rosario Sonder             | 3–2    | Náutico Sportivo Avellaneda | 31–33 | 25–19 | 25–23 | 24–26 | 16–14 | 121–115 | Relatório |
| 23/02/2024 | 21:00 | San José (Entre Ríos)      | 3–2    | Villa Dora                  | 28–30 | 33–31 | 23–25 | 25–11 | 15–13 | 124–110 | Relatório |
| 23/02/2024 | 21:30 | Ferro Carril Oeste         | 3–0    | UNLaM                       | 25–20 | 25–18 | 25–10 |       |       | 75–48   | Relatório |
| 23/02/2024 | 21:30 | Vélez Sarsfield            | 3–0    | Panteritas                  | 25–23 | 25–22 | 25–21 |       |       | 75–66   | Relatório |
| 24/02/2024 | 20:00 | River Plate                | 3–1    | Banco Provincia (La Plata)  | 25–21 | 17–25 | 25–17 | 25–14 |       | 92–77   | Relatório |
| 25/02/2024 | 21:00 | CEF 5                      | 3–0    | Tucumán de Gimnasia         | 25–16 | 25–13 | 25–16 |       |       | 75–45   | Relatório |
| 26/02/2024 | 21:00 | Boca Juniors               | 3–0    | Club San Lorenzo            | 25–19 | 25–18 | 25–17 |       |       | 75–54   | Relatório |
| 27/02/2024 | 20:00 | Estudiantes de La Plata    | 3–0    | GELP                        | 25–19 | 25–18 | 25–23 |       |       | 75–60   | Relatório |

#### 6ª Rodada
| Data       | Hora  |                             | Placar |                            | Set 1 | Set 2 | Set 3 | Set 4 | Set 5 | Total  | Relatório |
| ---------- | ----- | --------------------------- | ------ | -------------------------- | ----- | ----- | ----- | ----- | ----- | ------ | --------- |
| 01/03/2024 | 21:00 | Club San Lorenzo            | 3–0    | Vélez Sarsfield            | 25–16 | 25–18 | 25–19 |       |       | 75–53  | Relatório |
| 01/03/2024 | 21:00 | Estudiantes de La Plata     | 3–1    | San José (Entre Ríos)      | 25–16 | 25–12 | 16–25 | 25–16 |       | 91–69  | Relatório |
| 01/03/2024 | 21:00 | GELP                        | 1–3    | Villa Dora                 | 20–25 | 22–25 | 25–20 | 18–25 |       | 85–95  | Relatório |
| 01/03/2024 | 21:00 | CEF 5                       | 3–0    | Ferro Carril Oeste         | 25–19 | 25–13 | 25–22 |       |       | 75–54  | Relatório |
| 01/03/2024 | 21:00 | Boca Juniors                | 3–0    | Panteritas                 | 25–22 | 25–14 | 25–19 |       |       | 75–55  | Relatório |
| 02/03/2024 | 20:30 | Rosario Sonder              | 3–1    | Banco Provincia (La Plata) | 25–18 | 23–25 | 25–17 | 25–23 |       | 98–83  | Relatório |
| 02/03/2024 | 20:30 | Náutico Sportivo Avellaneda | 0–3    | River Plate                | 18–25 | 14–25 | 23–25 |       |       | 55–75  | Relatório |
| 02/03/2024 | 20:30 | Boca Juniors                | 3–0    | Vélez Sarsfield            | 25–20 | 25–20 | 29–27 |       |       | 79–67  | Relatório |
| 02/03/2024 | 20:30 | Club San Lorenzo            | 3–0    | Panteritas                 | 25–14 | 25–23 | 25–15 |       |       | 75–52  | Relatório |
| 02/03/2024 | 21:00 | GELP                        | 2–3    | San José (Entre Ríos)      | 25–23 | 22–25 | 25–11 | 23–25 | 10–15 | 105–99 | Relatório |
| 02/03/2024 | 21:00 | Estudiantes de La Plata     | 3–1    | Villa Dora                 | 25–10 | 25–17 | 21–25 | 29–27 |       | 100–79 | Relatório |
| 03/03/2024 | 20:00 | Rosario Sonder              | 3–0    | River Plate                | 29–27 | 25–17 | 25–18 |       |       | 79–62  | Relatório |
| 03/03/2024 | 20:00 | Náutico Sportivo Avellaneda | 3–1    | Banco Provincia (La Plata) | 25–18 | 25–17 | 19–25 | 25–20 |       | 94–80  | Relatório |
| 03/03/2024 | 20:00 | Tucumán de Gimnasia         | 2–3    | Ferro Carril Oeste         | 25–19 | 25–18 | 19–25 | 13–25 | 8–15  | 90–102 | Relatório |
| 03/03/2024 | 21:00 | CEF 5                       | 3–0    | UNLaM                      | 25–12 | 25–17 | 25–19 |       |       | 75–48  | Relatório |

#### 7ª Rodada
| Data       | Hora  |                            | Placar |                             | Set 1 | Set 2 | Set 3 | Set 4 | Set 5 | Total   | Relatório |
| ---------- | ----- | -------------------------- | ------ | --------------------------- | ----- | ----- | ----- | ----- | ----- | ------- | --------- |
| 07/03/2024 | 21:00 | Estudiantes de La Plata    | 3–0    | Banco Provincia (La Plata)  | 25–13 | 25–17 | 25–15 |       |       | 75–45   | Relatório |
| 07/03/2024 | 21:00 | GELP                       | 0–3    | River Plate                 | 26–28 | 20–25 | 21–25 |       |       | 67–78   | Relatório |
| 08/03/2024 | 19:00 | Panteritas                 | 0–3    | Tucumán de Gimnasia         | 22–25 | 25–27 | 16–25 |       |       | 63–77   | Relatório |
| 08/03/2024 | 20:00 | Club San Lorenzo           | 3–0    | Ferro Carril Oeste          | 25–17 | 25–19 | 25–23 |       |       | 75–59   | Relatório |
| 08/03/2024 | 21:00 | Villa Dora                 | 0–3    | Rosario Sonder              | 20–25 | 20–25 | 20–25 |       |       | 60–75   | Relatório |
| 08/03/2024 | 21:00 | San José (Entre Ríos)      | 2–3    | Náutico Sportivo Avellaneda | 21–25 | 25–20 | 25–16 | 19–25 | 14–16 | 104–102 | Relatório |
| 08/03/2024 | 21:00 | Vélez Sarsfield            | 0–3    | CEF 5                       | 12–25 | 22–25 | 14–25 |       |       | 48–75   | Relatório |
| 08/03/2024 | 21:00 | Boca Juniors               | 3–0    | UNLaM                       | 33–31 | 25–16 | 25–21 |       |       | 83–68   | Relatório |
| 09/03/2024 | 20:00 | Banco Provincia (La Plata) | 3–0    | Tucumán de Gimnasia         | 25–20 | 25–13 | 25–13 |       |       | 75–46   | Relatório |
| 09/03/2024 | 21:00 | River Plate                | 1–3    | CEF 5                       | 21–25 | 21–25 | 26–24 | 18–25 |       | 86–99   | Relatório |
| 10/03/2024 | 19:00 | Vélez Sarsfield            | 3–1    | Tucumán de Gimnasia         | 25–16 | 19–25 | 25–15 | 26–24 |       | 95–80   | Relatório |
| 10/03/2024 | 20:00 | San José (Entre Ríos)      | 3–2    | Rosario Sonder              | 25–20 | 22–25 | 25–27 | 25–17 | 15–12 | 112–101 | Relatório |
| 10/03/2024 | 20:00 | Villa Dora                 | 3–1    | Náutico Sportivo Avellaneda | 25–15 | 26–24 | 17–25 | 27–25 |       | 95–89   | Relatório |
| 10/03/2024 | 20:00 | Estudiantes de La Plata    | 3–2    | River Plate                 | 15–25 | 25–19 | 25–22 | 17–25 | 15–10 | 97–101  | Relatório |
| 10/03/2024 | 20:00 | Club San Lorenzo           | 3–0    | UNLaM                       | 25–22 | 25–16 | 25–19 |       |       | 75–57   | Relatório |
| 10/03/2024 | 20:30 | GELP                       | 3–1    | Banco Provincia (La Plata)  | 26–24 | 21–25 | 25–16 | 28–26 |       | 100–91  | Relatório |
| 10/03/2024 | 21:00 | Panteritas                 | 0–3    | CEF 5                       | 13–25 | 8–25  | 17–25 |       |       | 38–75   | Relatório |
| 11/03/2024 | 21:00 | Boca Juniors               | 3–0    | Ferro Carril Oeste          | 25–15 | 25–20 | 25–22 |       |       | 75–57   | Relatório |

#### 8ª Rodada
| Data       | Hora  |                            | Placar |                             | Set 1 | Set 2 | Set 3 | Set 4 | Set 5 | Total   | Relatório |
| ---------- | ----- | -------------------------- | ------ | --------------------------- | ----- | ----- | ----- | ----- | ----- | ------- | --------- |
| 14/03/2024 | 19:00 | Panteritas                 | 0–3    | GELP                        | 16–25 | 23–25 | 21–25 |       |       | 60–75   | Relatório |
| 14/03/2024 | 21:30 | Vélez Sarsfield            | 0–3    | Estudiantes de La Plata     | 14–25 | 21–25 | 21–25 |       |       | 56–75   | Relatório |
| 15/03/2024 | 19:00 | Panteritas                 | 0–3    | Estudiantes de La Plata     | 20–25 | 19–25 | 18–25 |       |       | 57–75   | Relatório |
| 15/03/2024 | 21:00 | CEF 5                      | 3–0    | Náutico Sportivo Avellaneda | 25–19 | 25–14 | 25–11 |       |       | 75–44   | Relatório |
| 15/03/2024 | 21:00 | Tucumán de Gimnasia        | 1–3    | Rosario Sonder              | 25–19 | 14–25 | 18–25 | 19–25 |       | 76–94   | Relatório |
| 15/03/2024 | 21:00 | San José (Entre Ríos)      | 3–2    | Ferro Carril Oeste          | 25–20 | 20–25 | 23–25 | 25–22 | 15–11 | 108–103 | Relatório |
| 15/03/2024 | 21:00 | Villa Dora                 | 3–1    | UNLaM                       | 25–22 | 25–23 | 22–25 | 25–19 |       | 97–89   | Relatório |
| 15/03/2024 | 21:30 | River Plate                | 2–3    | Club San Lorenzo            | 25–19 | 18–25 | 22–25 | 25–22 | 12–15 | 102–106 | Relatório |
| 15/03/2024 | 21:30 | Vélez Sarsfield            | 0–3    | GELP                        | 16–25 | 25–27 | 21–25 |       |       | 62–77   | Relatório |
| 16/03/2024 | 20:00 | Banco Provincia (La Plata) | 1–3    | Club San Lorenzo            | 18–25 | 25–20 | 18–25 | 12–25 |       | 73–95   | Relatório |
| 16/03/2024 | 21:00 | River Plate                | 0–3    | Boca Juniors                | 18–25 | 23–25 | 20–25 |       |       | 61–75   | Relatório |
| 17/03/2024 | 20:00 | Tucumán de Gimnasia        | 0–3    | Náutico Sportivo Avellaneda | 21–25 | 24–26 | 22–25 |       |       | 67–76   | Relatório |
| 17/03/2024 | 20:00 | San José (Entre Ríos)      | 3–2    | UNLaM                       | 23–25 | 25–14 | 26–28 | 25–18 | 15–13 | 114–98  | Relatório |
| 17/03/2024 | 20:00 | Villa Dora                 | 3–2    | Ferro Carril Oeste          | 19–25 | 25–19 | 21–25 | 25–14 | 16–14 | 106–97  | Relatório |
| 17/03/2024 | 20:00 | Banco Provincia (La Plata) | 0–3    | Boca Juniors                | 22–15 | 21–25 | 19–25 |       |       | 62–65   | Relatório |
| 17/03/2024 | 21:00 | CEF 5                      | 3–0    | Rosario Sonder              | 25–17 | 25–20 | 25–21 |       |       | 75–58   | Relatório |

## Playouts

### Zona A
|  | Permanecem na Série A |
|  | Zona de rebaixamento  |

### Classificação
|     |                            |     | Jogos | Jogos | Jogos | Resultados | Resultados | Resultados | Resultados | Resultados | Resultados | Sets | Sets | Sets  | Pontos | Pontos | Pontos |
| Pos | Equipe                     | Pts | T     | V     | D     | 3–0        | 3–1        | 3–2        | 2–3        | 1–3        | 0–3        | V    | P    | R     | V      | P      | R      |
| --- | -------------------------- | --- | ----- | ----- | ----- | ---------- | ---------- | ---------- | ---------- | ---------- | ---------- | ---- | ---- | ----- | ------ | ------ | ------ |
| 1   | Ferro Carril Oeste         | 6   | 2     | 2     | 0     | 2          | 0          | 0          | 0          | 0          | 0          | 6    | 0    | MAX   | 150    | 95     | 1.579  |
| 2   | Banco Provincia (La Plata) | 3   | 2     | 1     | 1     | 1          | 0          | 0          | 0          | 0          | 1          | 3    | 3    | 1,000 | 132    | 122    | 1.082  |
| 3   | Vélez Sarsfield            | 0   | 2     | 0     | 2     | 0          | 0          | 0          | 0          | 0          | 2          | 0    | 6    | 0,000 | 85     | 150    | 0.567  |

- Atualizado até 25 de março de 2024

Resultados
| Data      | Hora  |                    | Placar |                            | Set 1 | Set 2 | Set 3 | Set 4 | Set 5 | Total | Relatório |
| --------- | ----- | ------------------ | ------ | -------------------------- | ----- | ----- | ----- | ----- | ----- | ----- | --------- |
| 23/3/2024 | 20:00 | Vélez Sarsfield    | 0–3    | Banco Provincia (La Plata) | 14–25 | 19–25 | 14–25 |       |       | 47–75 | Relatório |
| 24/3/2024 | 20:00 | Ferro Carril Oeste | 3–0    | Vélez Sarsfield            | 25–10 | 25–17 | 25–11 |       |       | 75–38 | Relatório |
| 25/3/2024 | 21:30 | Ferro Carril Oeste | 3–0    | Banco Provincia (La Plata) | 25–23 | 25–17 | 25–17 |       |       | 75–57 | Relatório |

### Zona B
|  | Permanecem na Série A |
|  | Zona de rebaixamento  |

|     |                             |     | Jogos | Jogos | Jogos | Resultados | Resultados | Resultados | Resultados | Resultados | Resultados | Sets | Sets | Sets  | Pontos | Pontos | Pontos |
| Pos | Equipe                      | Pts | T     | V     | D     | 3–0        | 3–1        | 3–2        | 2–3        | 1–3        | 0–3        | V    | P    | R     | V      | P      | R      |
| --- | --------------------------- | --- | ----- | ----- | ----- | ---------- | ---------- | ---------- | ---------- | ---------- | ---------- | ---- | ---- | ----- | ------ | ------ | ------ |
| 1   | Náutico Sportivo Avellaneda | 7   | 3     | 3     | 0     | 1          | 0          | 2          | 0          | 0          | 0          | 9    | 4    | 2.250 | 297    | 251    | 1.183  |
| 2   | UNLaM                       | 7   | 3     | 2     | 1     | 1          | 1          | 0          | 1          | 0          | 0          | 8    | 4    | 2,000 | 260    | 253    | 1.028  |
| 3   | GELP                        | 3   | 3     | 1     | 2     | 1          | 0          | 0          | 0          | 0          | 2          | 3    | 6    | 0.500 | 181    | 199    | 0.910  |
| 4   | Tucumán de Gimnasia         | 1   | 3     | 0     | 3     | 0          | 0          | 0          | 1          | 1          | 1          | 3    | 9    | 0.333 | 242    | 277    | 0.874  |

- Atualizado até 24 de março de 2024

Resultados
| Data      | Hora  |                             | Placar |                     | Set 1 | Set 2 | Set 3 | Set 4 | Set 5 | Total   | Relatório |
| --------- | ----- | --------------------------- | ------ | ------------------- | ----- | ----- | ----- | ----- | ----- | ------- | --------- |
| 22/3/2024 | 19:00 | GELP                        | 0–3    | UNLaM               | 20–25 | 20–25 | 21–25 |       |       | 61–75   | Relatório |
| 22/3/2024 | 21:00 | Náutico Sportivo Avellaneda | 3–2    | Tucumán de Gimnasia | 25–22 | 20–25 | 28–26 | 24–26 | 15–12 | 112–111 | Relatório |
| 23/3/2024 | 19:00 | GELP                        | 3–0    | Tucumán de Gimnasia | 25–19 | 25–19 | 25–11 |       |       | 75–49   | Relatório |
| 23/3/2024 | 21:00 | Náutico Sportivo Avellaneda | 3–2    | UNLaM               | 22–25 | 25–23 | 25–13 | 23–25 | 15–9  | 110–95  | Relatório |
| 24/3/2024 | 19:00 | UNLaM                       | 3–1    | Tucumán de Gimnasia | 25–19 | 15–25 | 25–21 | 25–17 |       | 90–82   | Relatório |
| 24/3/2024 | 21:00 | Náutico Sportivo Avellaneda | 3–0    | GELP                | 25–15 | 25–22 | 25–8  |       |       | 75–45   | Relatório |

## Zona de permanência
|  | Permanecem na Série A   |
|  | Rebaixado para Série A2 |

|     |                     |     | Jogos | Jogos | Jogos | Resultados | Resultados | Resultados | Resultados | Resultados | Resultados | Sets | Sets | Sets  | Pontos | Pontos | Pontos |
| Pos | Equipe              | Pts | T     | V     | D     | 3–0        | 3–1        | 3–2        | 2–3        | 1–3        | 0–3        | V    | P    | R     | V      | P      | R      |
| --- | ------------------- | --- | ----- | ----- | ----- | ---------- | ---------- | ---------- | ---------- | ---------- | ---------- | ---- | ---- | ----- | ------ | ------ | ------ |
| 1   | GELP                | 5   | 2     | 2     | 0     | 1          | 0          | 1          | 0          | 0          | 0          | 6    | 2    | 3,000 | 189    | 147    | 1.286  |
| 2   | Vélez Sarsfield     | 4   | 2     | 1     | 1     | 0          | 1          | 0          | 1          | 0          | 0          | 5    | 4    | 1.250 | 200    | 205    | 0.976  |
| 3   | Tucumán de Gimnasia | 0   | 2     | 0     | 2     | 0          | 0          | 0          | 0          | 1          | 1          | 1    | 6    | 0.167 | 135    | 172    | 0.785  |

- Atualizado até 7 de abril de 2024

| Data     | Hora  |                 | Placar |                     | Set 1 | Set 2 | Set 3 | Set 4 | Set 5 | Total   | Relatório |
| -------- | ----- | --------------- | ------ | ------------------- | ----- | ----- | ----- | ----- | ----- | ------- | --------- |
| 5/4/2024 | 21:00 | GELP            | 3–0    | Tucumán de Gimnasia | 25–22 | 25–11 | 25–11 |       |       | 75–44   | Relatório |
| 6/4/2024 | 21:00 | Vélez Sarsfield | 3–1    | Tucumán de Gimnasia | 25–23 | 25–21 | 22–25 | 25–22 |       | 97–91   | Relatório |
| 7/4/2024 | 20:30 | GELP            | 3–2    | Vélez Sarsfield     | 25–15 | 24–26 | 25–22 | 23–25 | 17–25 | 114–113 | Relatório |

## Playoffs
|  | Quartas de final | Quartas de final      | Quartas de final        | Quartas de final | Quartas de final |   |                         | Semifinais     | Semifinais     | Semifinais     | Semifinais     | Semifinais     |  |  | Final            | Final                   | Final            | Final            | Final            | Final            | Final            |
|  | 21 a 27 de março | 21 a 27 de março      | 21 a 27 de março        | 21 a 27 de março | 21 a 27 de março |   |                         | 4 a 8 de abril | 4 a 8 de abril | 4 a 8 de abril | 4 a 8 de abril | 4 a 8 de abril |  |  | 13 a 21 de abril | 13 a 21 de abril        | 13 a 21 de abril | 13 a 21 de abril | 13 a 21 de abril | 13 a 21 de abril | 13 a 21 de abril |
|  |                  |                       |                         |                  |                  |   |                         |                |                |                |                |                |  |  |                  |                         |                  |                  |                  |                  |                  |
|  | 1º               | Boca Juniors          | 3                       | 3                | -                |   |                         |                |                |                |                |                |  |  |                  |                         |                  |                  |                  |                  |                  |
|  | 8º               | Villa Dora            | 1                       | 0                | -                |   |                         |                |                |                |                |                |  |  |                  |                         |                  |                  |                  |                  |                  |
|  | 8º               | Villa Dora            | 1                       | 0                | -                |   | 1º                      | Boca Juniors   | 0              | 2              | -              |                |  |  |                  |                         |                  |                  |                  |                  |                  |
|  |                  |                       |                         |                  |                  |   | 1º                      | Boca Juniors   | 0              | 2              | -              |                |  |  |                  |                         |                  |                  |                  |                  |                  |
|  |                  | 4º                    | Estudiantes de La Plata | 3                | 3                | - |                         |                |                |                |                |                |  |  |                  |                         |                  |                  |                  |                  |                  |
|  | 4º               | 4º                    | Estudiantes de La Plata | 3                | 3                | - | Estudiantes de La Plata | 3              | 3              | -              |                |                |  |  |                  |                         |                  |                  |                  |                  |                  |
|  | 4º               |                       |                         |                  |                  |   | Estudiantes de La Plata | 3              | 3              | -              |                |                |  |  |                  |                         |                  |                  |                  |                  |                  |
|  | 5º               | Rosario Sonder        | 0                       | 2                | -                |   |                         |                |                |                |                |                |  |  |                  |                         |                  |                  |                  |                  |                  |
|  |                  |                       |                         |                  |                  |   |                         |                |                |                |                |                |  |  | 4º               | Estudiantes de La Plata | 0                | 0                | -                |                  |                  |
|  |                  |                       | 2º                      | CEF 5            | 3                | 3 | -                       |                |                |                |                |                |  |  |                  |                         |                  |                  |                  |                  |                  |
|  | 2º               | CEF 5                 | 3                       | 3                | -                |   |                         |                |                |                |                |                |  |  |                  |                         |                  |                  |                  |                  |                  |
|  | 7º               | San José (Entre Ríos) | 0                       | 0                | -                |   |                         |                |                |                |                |                |  |  |                  |                         |                  |                  |                  |                  |                  |
|  | 7º               | San José (Entre Ríos) | 0                       | 0                | -                |   | 2º                      | CEF 5          | 3              | 3              | -              |                |  |  |                  |                         |                  |                  |                  |                  |                  |
|  |                  |                       |                         |                  |                  |   | 2º                      | CEF 5          | 3              | 3              | -              |                |  |  |                  |                         |                  |                  |                  |                  |                  |
|  |                  | 3º                    | Club San Lorenzo        | 1                | 0                | - |                         |                |                |                |                |                |  |  |                  |                         |                  |                  |                  |                  |                  |
|  | 3º               | 3º                    | Club San Lorenzo        | 1                | 0                | - | Club San Lorenzo        | 3              | 3              | -              |                |                |  |  |                  |                         |                  |                  |                  |                  |                  |
|  | 3º               |                       |                         |                  |                  |   | Club San Lorenzo        | 3              | 3              | -              |                |                |  |  |                  |                         |                  |                  |                  |                  |                  |
|  | 6º               | River Plate           | 1                       | 0                | -                |   |                         |                |                |                |                |                |  |  |                  |                         |                  |                  |                  |                  |                  |

### Quartas de final
| Data      | Hora    |                         | Placar  |                         | Set 1   | Set 2   | Set 3   | Set 4   | Set 5   | Total   | Relatório |
| 1º x 8º   | 1º x 8º | 1º x 8º                 | 1º x 8º | 1º x 8º                 | 1º x 8º | 1º x 8º | 1º x 8º | 1º x 8º | 1º x 8º | 1º x 8º | 1º x 8º   |
| --------- | ------- | ----------------------- | ------- | ----------------------- | ------- | ------- | ------- | ------- | ------- | ------- | --------- |
| 22/3/2024 | 21:00   | Villa Dora              | 1–3     | Boca Juniors            | 20–25   | 25–19   | 17–25   | 14–25   |         | 76–94   | Relatório |
| 26/3/2024 | 20:30   | Boca Juniors            | 3–0     | Villa Dora              | 26–24   | 25–16   | 26–24   |         |         | 77–64   | Relatório |
| 2º x 7º   |         |                         |         |                         |         |         |         |         |         |         |           |
| 22/3/2024 | 21:00   | San José (Entre Ríos)   | 0–3     | CEF 5                   | 19–25   | 13–25   | 14–25   |         |         | 46–75   | Relatório |
| 26/3/2024 | 21:00   | CEF 5                   | 3–0     | San José (Entre Ríos)   | 25–16   | 25–15   | 25–15   |         |         | 75–46   | Relatório |
| 3º x 6º   |         |                         |         |                         |         |         |         |         |         |         |           |
| 21/3/2024 | 21:30   | River Plate             | 1–3     | Club San Lorenzo        | 25–27   | 20–25   | 20–25   | 11–25   |         | 76–102  | Relatório |
| 26/3/2024 | 21:00   | Club San Lorenzo        | 3–0     | River Plate             | 25–21   | 26–24   | 25–22   |         |         | 76–67   | Relatório |
| 4º x 5º   |         |                         |         |                         |         |         |         |         |         |         |           |
| 23/3/2024 | 21:00   | Rosario Sonder          | 0–3     | Estudiantes de La Plata | 21–25   | 21–25   | 25–26   |         |         | 67–76   | Relatório |
| 27/3/2024 | 21:00   | Estudiantes de La Plata | 3–2     | Rosario Sonder          | 17–25   | 25–20   | 19–25   | 25–21   | 15–8    | 101–99  | Relatório |

### Semifinais
| Data     | Hora    |                         | Placar  |                         | Set 1   | Set 2   | Set 3   | Set 4   | Set 5   | Total   | Relatório |
| 1º x 4º  | 1º x 4º | 1º x 4º                 | 1º x 4º | 1º x 4º                 | 1º x 4º | 1º x 4º | 1º x 4º | 1º x 4º | 1º x 4º | 1º x 4º | 1º x 4º   |
| -------- | ------- | ----------------------- | ------- | ----------------------- | ------- | ------- | ------- | ------- | ------- | ------- | --------- |
| 4/4/2024 | 21:00   | Estudiantes de La Plata | 3–0     | Boca Juniors            | 26–24   | 25–19   | 25–17   |         |         | 76–60   | Relatório |
| 8/4/2024 | 21:30   | Boca Juniors            | 2–3     | Estudiantes de La Plata | 25–18   | 25–12   | 25–27   | 22–25   | 12–15   | 109–97  | Relatório |
| 2º x 3º  |         |                         |         |                         |         |         |         |         |         |         |           |
| 4/4/2024 | 21:00   | Club San Lorenzo        | 1–3     | CEF 5                   | 20–25   | 25–12   | 17–25   | 15–25   |         | 77–87   | Relatório |
| 8/4/2024 | 21:30   | CEF 5                   | 3–0     | Club San Lorenzo        | 25–22   | 25–15   | 25–15   |         |         | 75–52   | Relatório |

### Final
| Data      | Hora  |                         | Placar |                         | Set 1 | Set 2 | Set 3 | Set 4 | Set 5 | Total | Relatório |
| --------- | ----- | ----------------------- | ------ | ----------------------- | ----- | ----- | ----- | ----- | ----- | ----- | --------- |
| 13/4/2024 | 20:00 | Estudiantes de La Plata | 0–3    | CEF 5                   | 17–25 | 14–25 | 16–25 |       |       | 47–75 | Relatório |
| 21/4/2024 | 21:30 | CEF 5                   | 3–0    | Estudiantes de La Plata | 25–17 | 25–17 | 25–22 |       |       | 75–56 | Relatório |